# 安安 (1986年大熊貓)
安安（1986年8月—2022年7月21日），首批香港大熊貓之一，雄性，生於邛崃山脈野外。1990年送往新加坡動物園3個月祝賀建交。1999年與雌性大熊貓佳佳定居香港海洋公園以慶祝「順利實踐一國兩制」。2022年7月21日安乐死，終年35歲11個月。

## 生平

### 初生嬰兒
1986年8月生於邛崃山脈野外，同年10月在寶興縣鹽井鄉被發現，送至寶興縣蜂桶寨國家級自然保護區，其時只有5.5公斤，肚內蛔蟲較多健康欠佳。1988年（2歲）送至臥龍中國保護大熊貓研究中心。

### 新加坡

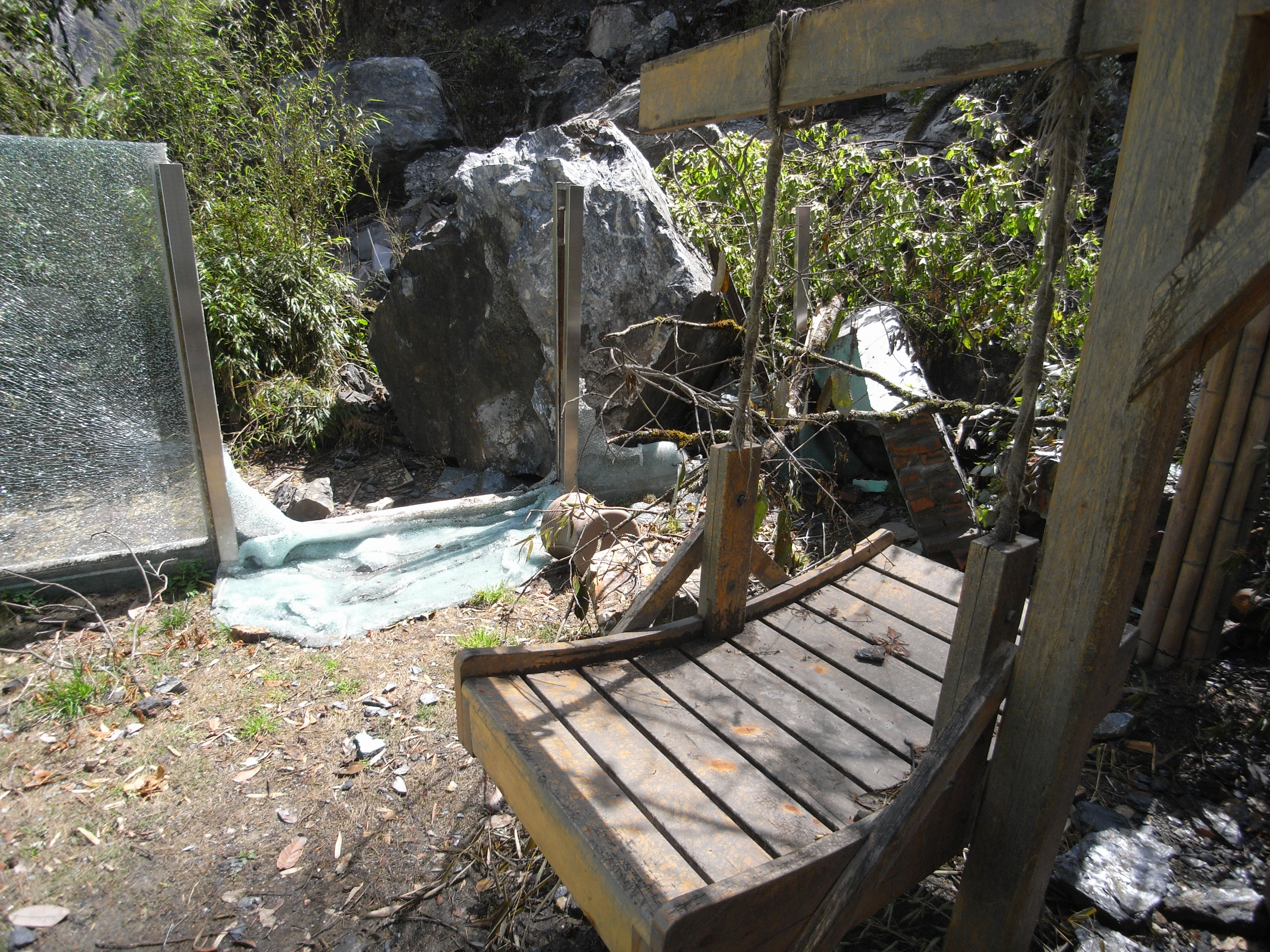
2008年地震令安安在臥龍的故居大毀。詳見香港援建汶川熊貓基地

新加坡在1990年10月3日與中华人民共和国建交，为表祝贺，「安安」和「新興」於1990年9月29日－翌年1月4日被送至新加坡动物园三個月，由新加坡外交部第二副部長宋比得與中國野生動物保護協會秘書長卿建華締約。由於新加坡熱帶氣候與邛崃山脈相差甚大，又是熊貓第一次被送到東南亞，獸醫湯純香、動物工程師王開禮由四川隨行。為應付人潮，新加坡動物園規定每人只能拜訪3—5分鐘，門票從5新加坡元增至7元，但每天遊客比平時還是多出了3000人，三個月展期共45萬人次。新加坡為此發售熊貓紀念郵票。

### 香港
1999年3月11日定居香港海洋公園（12.5歲，相當人類37.5歲），在香港國際機場的交接儀式由中國林業局副局長李育才与香港民政局局長藍鴻震締約。經過境外生物檢疫期，5月17日公開露面，新建的海洋公園熊貓館同一天揭幕，由主管外貿的中國國務委員吳儀揭幕。
2008年汶川大地震令佳佳的的童年故鄉臥龍（屬汶川縣）受重創，但國務院在「一省援建一個重災县」名單上遺漏了卧龙，臥龍遂向時任香港發展局局長林鄭月娥求救。雖然香港深陷2008年金融危機經濟動蕩，因卧龍送出佳佳等4頭香港大熊貓的合作關係，香港還是援建了14億。佳佳乃因「順利實踐一國兩制」、「中華人民共和國建國50周年」而送出的；而香港援建卧龍八年，香港堅持用國際規範的工程管理杜絕豆腐渣工程，處處受阻，據香港發展局總結是「四川重建是在內地講一國兩制」。（援助詳情和四川的答謝參見香港大熊貓§援建四川）。同年11月30日，安安曾咬傷一名飼養員的小腿，園方指飼養員在安安進食期間為牠添加竹葉，導致安安誤以為有入要搶地盤，才會突然咬人。

## 身心健康

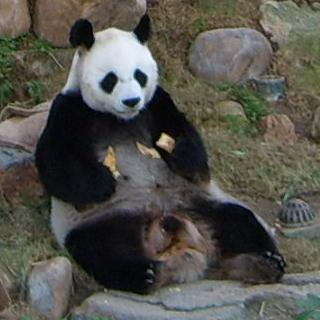
安安（2005年）

雖然與雌性的佳佳（1978－2016）一齊於1999年定居香港，但佳佳比安安年長8歲（相當於人類年長24歲），老婦佳佳（約人63歲）和壯漢安安（約人36歲）關係生疏，更非情侶，只能分開圈養，從未同場出現。安安体重102－110公斤，身长162厘米。每天吃约10到15公斤廣東竹子（因挑食，實際要準備30公斤）。2008年咬傷女護理員的小腿，影片在YouTube流傳。每年约有160万游客拜訪（2006年數據）。

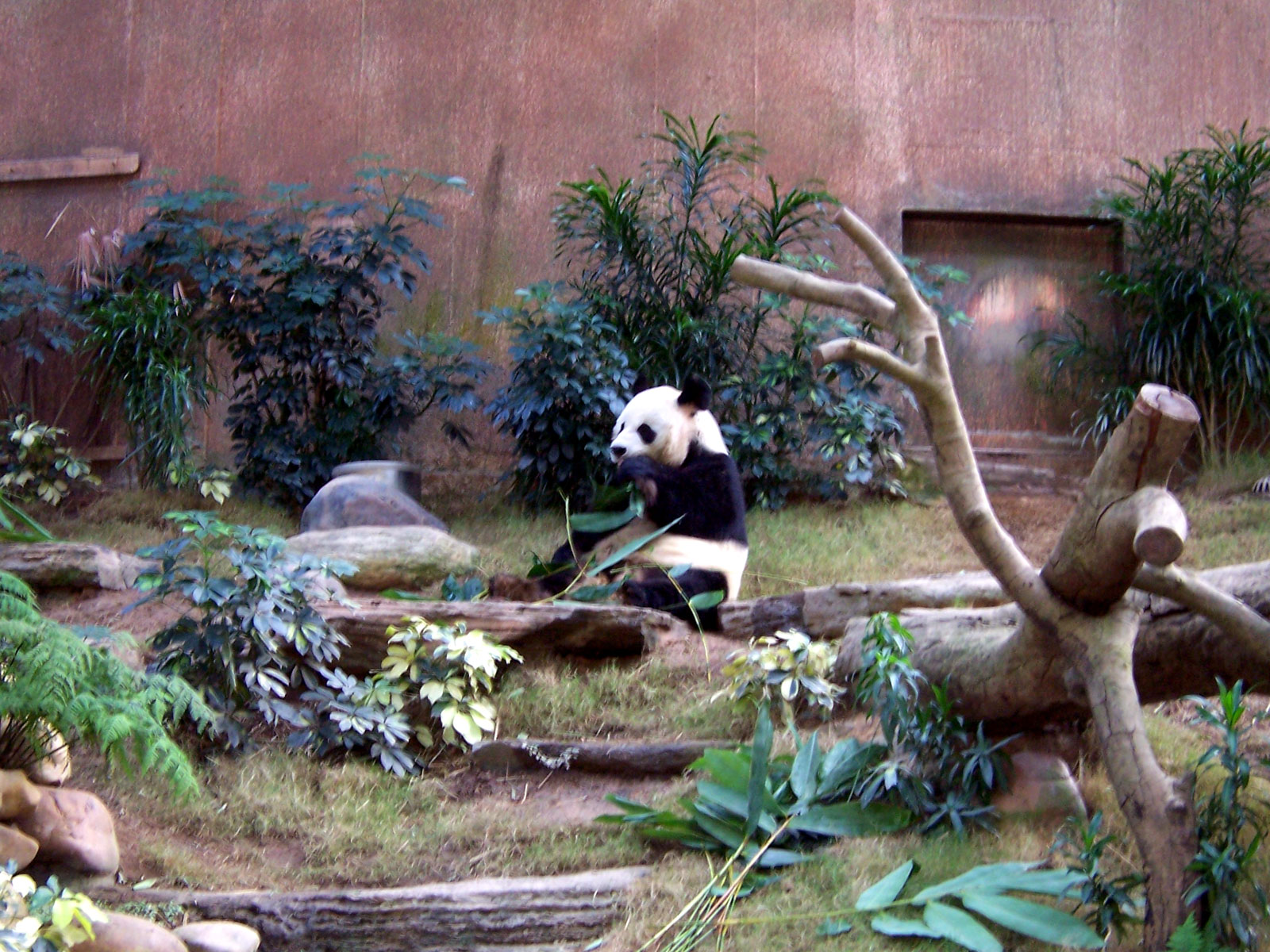
2006年
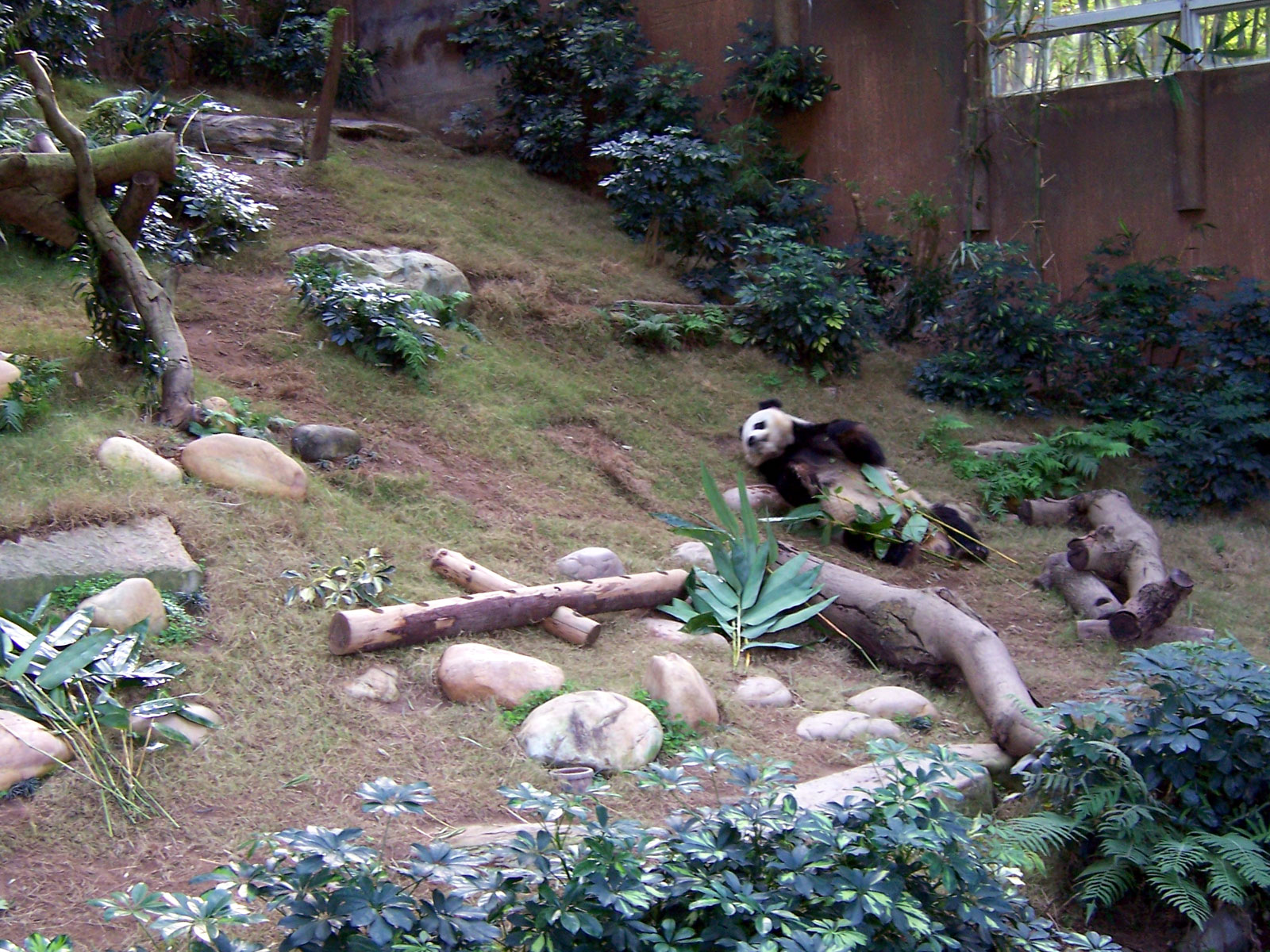
2005年，吃飽躺平
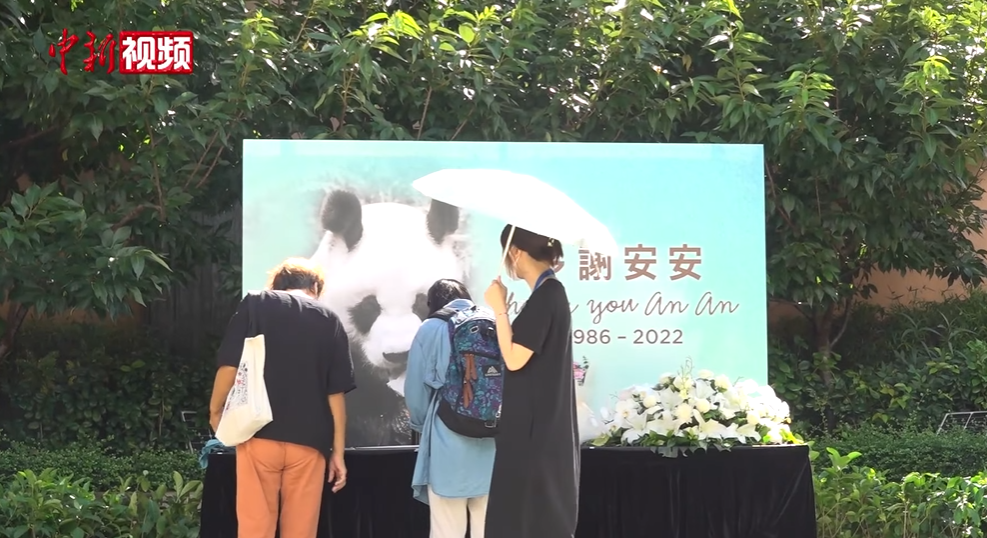
海洋公園的安安弔唁冊

#### 晚年
安安由於高齡30歲（相當人類90歲）時已患高血壓、關節炎及白內障，於2010年、2015年拔除壞牙及杜牙根，每逢夏季食慾不穩，需要營養補充品。有一子「融融」，居於山東濰坊金寶樂園。
2022年7月13日，海洋公園在Facebook表示安安食慾不振，過去兩星期無法現身展館，籲市民集氣加油。。同月21日安樂死，得年35歲11個月，相等於人類107歲（近108歲），是最长寿的圈养雄性大熊猫。海洋公園在香港賽馬會四川奇珍館地下擺放五本弔唁冊，有遊客獻花。

## 相關熊貓
- 香港大熊貓§援建四川
  - 安安、佳佳、盈盈、樂樂